# Àcid metabòlic
Un àcid metabòlic o àcid no volàtil és un àcid que es produeix de fonts diferents al diòxid de carboni i no és excretat pels pulmons, Es produeix, per exemple, per un metabolisme incomplet de carbohidrats, greixos i proteïnes. Tots els àcids produïts pel cos humà són no volàtils excepte l'àcid carbònic. Entre els àcids metabòlics comuns hi ha l'àcid làctic, l'àcid fosfòric, l'àcid sulfúric, etc. Els humans produeixen uns 1 - 1.5 mmols de H+ per kilogram i dia. Els àcids no volàtils s'excreten pels ronyons. L'àcid làctic normalment es metabolitza completament dins del cos i, per tant, no s'excreta.